# 孙裔兴
孙裔兴（？—？），广东南海（今广东广州）人，是一名明朝政治人物。

## 生平
孙裔兴曾于1569年接替黄元龙任崇明县知县一职，1571年由黄志尹接任。